# Blondie (Band)/Diskografie
Diese Diskografie ist eine Übersicht über die musikalischen Werke der US-amerikanischen Pop- und Rockband Blondie. Den Schallplattenauszeichnungen zufolge hat sie bisher mehr als 18,7 Millionen Tonträger verkauft, davon alleine in ihrer Heimat über sieben Millionen. Ihre erfolgreichste Veröffentlichung ist das Album The Best of Blondie mit über 2,1 Millionen verkauften Einheiten.

## Alben

### Studioalben
| Jahr | Titel Musiklabel                                                                         | Höchstplatzierung, Gesamtwochen, AuszeichnungChartplatzierungen (Jahr, Titel, Musiklabel, Platzierungen, Wochen, Auszeichnungen, Anmerkungen) | Höchstplatzierung, Gesamtwochen, AuszeichnungChartplatzierungen (Jahr, Titel, Musiklabel, Platzierungen, Wochen, Auszeichnungen, Anmerkungen) | Höchstplatzierung, Gesamtwochen, AuszeichnungChartplatzierungen (Jahr, Titel, Musiklabel, Platzierungen, Wochen, Auszeichnungen, Anmerkungen) | Höchstplatzierung, Gesamtwochen, AuszeichnungChartplatzierungen (Jahr, Titel, Musiklabel, Platzierungen, Wochen, Auszeichnungen, Anmerkungen) | Höchstplatzierung, Gesamtwochen, AuszeichnungChartplatzierungen (Jahr, Titel, Musiklabel, Platzierungen, Wochen, Auszeichnungen, Anmerkungen) | Anmerkungen                                                                                                  |
| Jahr | Titel Musiklabel                                                                         | DE | AT | CH | UK | US | Anmerkungen                                                                                                  |
| ---- | ---------------------------------------------------------------------------------------- | --- | --- | --- | --- | --- | --- |
| 1976 | Blondie Private Stock (Private Stock)                                                    | — | — | — | UK75 Gold · (1 Wo.)UK | — | Erstveröffentlichung: 17. Dezember 1976 Produzenten: Richard Gottehrer, Craig Leon                           |
| 1977 | Plastic Letters Chrysalis Records (Chrysalis)                                            | — | — | — | UK10 Platin · (54 Wo.)UK | US72 (17 Wo.)US | Erstveröffentlichung: September 1977 Produzent: Richard Gottehrer                                            |
| 1978 | Parallel Lines Chrysalis Records (Chrysalis)                                             | DE9 (30 Wo.)DE | AT24 (4 Wo.)AT | — | UK1 Platin · (114 Wo.)UK | US6 Platin · (103 Wo.)US | Erstveröffentlichung: 1. September 1978 Platz 140 der Rolling Stone 500 (Liste 2012) Produzent: Mike Chapman |
| 1979 | Eat to the Beat Chrysalis Records (Chrysalis)                                            | DE23 (8 Wo.)DE | AT19 (4 Wo.)AT | — | UK1 Platin · (38 Wo.)UK | US17 Platin · (51 Wo.)US | Erstveröffentlichung: 28. September 1979 Produzent: Mike Chapman                                             |
| 1980 | AutoAmerican Chrysalis Records (Chrysalis)                                               | DE42 (10 Wo.)DE | AT18 (6 Wo.)AT | — | UK3 Platin · (16 Wo.)UK | US7 Platin · (43 Wo.)US | Erstveröffentlichung: 31. Oktober 1980 Billboard R&B-Charts: Platz 25 (7 Wochen) Produzent: Mike Chapman     |
| 1982 | The Hunter Chrysalis Records (Chrysalis)                                                 | DE49 (2 Wo.)DE | — | — | UK9 (12 Wo.)UK | US33 (12 Wo.)US | Erstveröffentlichung: 24. Mai 1982 Produzent: Mike Chapman                                                   |
| 1999 | No Exit Beyond (BMG)                                                                     | DE18 (23 Wo.)DE | AT20 (14 Wo.)AT | CH21 (17 Wo.)CH | UK3 Gold · (19 Wo.)UK | US18 (15 Wo.)US | Erstveröffentlichung: 8. Februar 1999 Produzent: Craig Leon                                                  |
| 2003 | The Curse of Blondie Sanctuary Records (BMG)                                             | DE84 (1 Wo.)DE | — | — | UK36 (2 Wo.)UK | US160 (1 Wo.)US | Erstveröffentlichung: 13. Oktober 2003 Produzenten: Craig Leon, Steve Thompson, Randy Nicklaus               |
| 2011 | Panic of Girls Five Seven Music (Five Seven)                                             | — | — | — | UK73 (1 Wo.)UK | — | Erstveröffentlichung: 30. Mai 2011 Produzenten: Jeff Saltzman, Kato Khandwala                                |
| 2014 | 4(0) Ever: Greatest Hits Deluxe Redux / Ghosts of Download Five Seven Music (Five Seven) | DE44 (1 Wo.)DE | — | — | UK16 Gold · (2 Wo.)UK | US109 (1 Wo.)US | Erstveröffentlichung: 12. Mai 2014 Doppelalbum                                                               |
| 2017 | Pollinator BMG Rights Management (BMG)                                                   | DE21 (2 Wo.)DE | AT27 (2 Wo.)AT | CH22 (3 Wo.)CH | UK4 (5 Wo.)UK | US63 (1 Wo.)US | Erstveröffentlichung: 5. Mai 2017 Produzent: John Congleton                                                  |

grau schraffiert: keine Chartdaten aus diesem Jahr verfügbar

### Livealben
| Jahr | Titel Musiklabel                          | Anmerkungen                             |
| ---- | ----------------------------------------- | --------------------------------------- |
| 1997 | Picture This Livs Chrysalis Records (EMI) | Erstveröffentlichung: 7. Oktober 1997   |
| 1999 | Blondie Live Beyond (BMG)                 | Erstveröffentlichung: 23. November 1999 |
| 2004 | Live by Request Sanctuary Records (BMG)   | Erstveröffentlichung: 2004              |
| 2010 | Blondie at the BBC Chrysalis Records      | Erstveröffentlichung: 2010              |

### Kompilationen
| Jahr | Titel Musiklabel                                                                                     | Höchstplatzierung, Gesamtwochen, AuszeichnungChartplatzierungen (Jahr, Titel, Musiklabel, Platzierungen, Wochen, Auszeichnungen, Anmerkungen) | Höchstplatzierung, Gesamtwochen, AuszeichnungChartplatzierungen (Jahr, Titel, Musiklabel, Platzierungen, Wochen, Auszeichnungen, Anmerkungen) | Höchstplatzierung, Gesamtwochen, AuszeichnungChartplatzierungen (Jahr, Titel, Musiklabel, Platzierungen, Wochen, Auszeichnungen, Anmerkungen) | Höchstplatzierung, Gesamtwochen, AuszeichnungChartplatzierungen (Jahr, Titel, Musiklabel, Platzierungen, Wochen, Auszeichnungen, Anmerkungen) | Höchstplatzierung, Gesamtwochen, AuszeichnungChartplatzierungen (Jahr, Titel, Musiklabel, Platzierungen, Wochen, Auszeichnungen, Anmerkungen) | Anmerkungen                                                      |
| Jahr | Titel Musiklabel                                                                                     | DE | AT | CH | UK | US | Anmerkungen                                                      |
| ---- | --- | --- | --- | --- | --- | --- | ---------------------------------------------------------------- |
| 1981 | The Best of Blondie auch bekannt als: Blondie’s Hits Chrysalis Records (Chrysalis)                   | — | — | — | UK4 Gold · (39 Wo.)UK | US30 ×2Doppelplatin · (23 Wo.)US | Erstveröffentlichung: 31. Oktober 1981                           |
| 1983 | Encounters with Blondie Chrysalis Records (Chrysalis)                                                | — | — | — | — | — | Erstveröffentlichung: 1983                                       |
| 1991 | The Complete Picture: The Very Best of Chrysalis Records (EMI)                                       | — | — | — | UK3 (22 Wo.)UK | — | Erstveröffentlichung: 4. März 1991 als Deborah Harry and Blondie |
| 1993 | Blonde and Beyond Chrysalis Records (EMI)                                                            | — | — | — | — | — | Erstveröffentlichung: 1993                                       |
| 1994 | The Platinum Collection Chrysalis Records (EMI)                                                      | — | — | — | UK— GoldUK | — | Erstveröffentlichung: 1994                                       |
| 1996 | Denis auch bekannt als: The Essential Collection Disky (Disky)                                       | — | — | — | UK— SilberUK | — | Erstveröffentlichung: 11. November 1996                          |
| 1998 | Atomic / Atomix: The Very Best of Blondie auch bekannt als: Essential (2011) Chrysalis Records (EMI) | — | — | — | UK12 Platin + Platin (Essential) · (54 Wo.)UK                                                                                                 | — | Erstveröffentlichung: 13. Juli 1998                              |
| 1998 | Picture This: The Essential Blondie Collection Chrysalis Records (EMI)                               | — | — | — | UK— GoldUK | — | Erstveröffentlichung: 1998                                       |
| 1999 | Call Me EMI Gold (EMI)                                                                               | — | — | — | — | — | Erstveröffentlichung: 1999                                       |
| 2000 | Is the Name of a Band Burning Airlines                                                               | — | — | — | — | — | Erstveröffentlichung: 2000                                       |
| 2002 | Greatest Hits Chrysalis Records (EMI)                                                                | — | — | — | UK38 ×2Doppelplatin · (31 Wo.)UK | — | Erstveröffentlichung: September 2002                             |
| 2005 | Greatest Hits: Sound & Vision Chrysalis Records (EMI)                                                | — | — | — | — | — | Erstveröffentlichung: 2005                                       |
| 2007 | Platinum EMI Music (EMI)                                                                             | — | — | — | — | — | Erstveröffentlichung: 2007                                       |
| 2008 | Collection EMI Gold (EMI)                                                                            | — | — | — | — | — | Erstveröffentlichung: 2008                                       |

grau schraffiert: keine Chartdaten aus diesem Jahr verfügbar

### Remixalben
| Jahr | Titel Musiklabel                                                    | Höchstplatzierung, Gesamtwochen, AuszeichnungChartplatzierungen (Jahr, Titel, Musiklabel, Platzierungen, Wochen, Auszeichnungen, Anmerkungen) | Höchstplatzierung, Gesamtwochen, AuszeichnungChartplatzierungen (Jahr, Titel, Musiklabel, Platzierungen, Wochen, Auszeichnungen, Anmerkungen) | Höchstplatzierung, Gesamtwochen, AuszeichnungChartplatzierungen (Jahr, Titel, Musiklabel, Platzierungen, Wochen, Auszeichnungen, Anmerkungen) | Höchstplatzierung, Gesamtwochen, AuszeichnungChartplatzierungen (Jahr, Titel, Musiklabel, Platzierungen, Wochen, Auszeichnungen, Anmerkungen) | Höchstplatzierung, Gesamtwochen, AuszeichnungChartplatzierungen (Jahr, Titel, Musiklabel, Platzierungen, Wochen, Auszeichnungen, Anmerkungen) | Anmerkungen |
| Jahr | Titel Musiklabel                                                    | DE | AT | CH | UK | US | Anmerkungen |
| ---- | ------------------------------------------------------------------- | --- | --- | --- | --- | --- | --- |
| 1988 | Once More into the Bleach Chrysalis Records (EMI)                   | — | — | — | UK50 (4 Wo.)UK | — | Erstveröffentlichung: 5. Dezember 1988 als Debbie Harry and Blondie Billboard-Dance-Charts: Platz 46 (2 Wochen) |
| 1995 | Beautiful: The Remix Album Chrysalis Records (EMI)                  | — | — | — | UK25 (3 Wo.)UK | — | Erstveröffentlichung: Juni 1995                                                                                 |
| 1995 | Remixed Remade Remodeled: The Remix Project Chrysalis Records (EMI) | — | — | — | — | — | Erstveröffentlichung: 18. Juli 1995                                                                             |

## Singles
| Jahr | Titel Album                                                 | Höchstplatzierung, Gesamtwochen, AuszeichnungChartplatzierungen (Jahr, Titel, Album, Platzierungen, Wochen, Auszeichnungen, Anmerkungen) | Höchstplatzierung, Gesamtwochen, AuszeichnungChartplatzierungen (Jahr, Titel, Album, Platzierungen, Wochen, Auszeichnungen, Anmerkungen) | Höchstplatzierung, Gesamtwochen, AuszeichnungChartplatzierungen (Jahr, Titel, Album, Platzierungen, Wochen, Auszeichnungen, Anmerkungen) | Höchstplatzierung, Gesamtwochen, AuszeichnungChartplatzierungen (Jahr, Titel, Album, Platzierungen, Wochen, Auszeichnungen, Anmerkungen) | Höchstplatzierung, Gesamtwochen, AuszeichnungChartplatzierungen (Jahr, Titel, Album, Platzierungen, Wochen, Auszeichnungen, Anmerkungen) | Höchstplatzierung, Gesamtwochen, AuszeichnungChartplatzierungen (Jahr, Titel, Album, Platzierungen, Wochen, Auszeichnungen, Anmerkungen) | Anmerkungen | [↑]: gemeinsam behandelt mit vorhergehendem Eintrag; [←]: in beiden Charts platziert |
| Jahr | Titel Album                                                 | DE | AT | CH | UK | US | Dance | Anmerkungen |                                                                                      |
| ---- | ----------------------------------------------------------- | --- | --- | --- | --- | --- | --- | --- | ------------------------------------------------------------------------------------ |
| 1976 | X Offender Blondie                                          | — | — | — | — | — | — | Erstveröffentlichung: 17. Juni 1976 |                                                                                      |
| 1976 | In the Flesh Blondie                                        | — | — | — | — | — | — | Erstveröffentlichung: 7. Oktober 1976 |                                                                                      |
| 1977 | Rip Her to Shreds Blondie                                   | — | — | — | — | — | — | Erstveröffentlichung: 17. November 1977 |                                                                                      |
| 1978 | Denis Plastic Letters                                       | DE9 (15 Wo.)DE | AT10 (16 Wo.)AT | — | UK2 Gold · (14 Wo.)UK | — | — | Erstveröffentlichung: 31. Januar 1978 Autor: Neil Levenson                                                                                               |                                                                                      |
| 1978 | (I’m Always Touched by Your) Presence, Dear Plastic Letters | — | — | — | UK10 (9 Wo.)UK | — | — | Erstveröffentlichung: 27. April 1978 Autor: Gary Valentine                                                                                               |                                                                                      |
| 1978 | Picture This Parallel Lines                                 | — | — | — | UK12 Silber · (11 Wo.)UK | — | — | Erstveröffentlichung: 18. August 1978 Autoren: Chris Stein, Deborah Harry, Jimmy Destri                                                                  |                                                                                      |
| 1978 | I’m Gonna Love You Too Parallel Lines                       | — | — | — | — | — | — | Erstveröffentlichung: August 1978 |                                                                                      |
| 1978 | Hanging on the Telephone Parallel Lines                     | — | — | — | UK5 Silber · (12 Wo.)UK | — | — | Erstveröffentlichung: 30. Oktober 1978 Autor: Jack Lee                                                                                                   |                                                                                      |
| 1979 | Heart of Glass Parallel Lines                               | DE1 Gold · (28 Wo.)DE | AT1 (20 Wo.)AT | CH1 (14 Wo.)CH | UK1 ×2Doppelplatin · (15 Wo.)UK | US1 Gold · (21 Wo.)US | Dance58 (6 Wo.)Dance | Erstveröffentlichung: 3. Januar 1979 Platz 259 der Rolling Stone 500 (Liste 2010) Autoren: Chris Stein, Deborah Harry                                    |                                                                                      |
| 1979 | Sunday Girl Parallel Lines                                  | DE6 (18 Wo.)DE | AT5 (12 Wo.)AT | CH5 (10 Wo.)CH | UK1 Gold · (13 Wo.)UK | — | — | Erstveröffentlichung: 30. April 1979 Autor: Chris Stein                                                                                                  |                                                                                      |
| 1979 | One Way or Another Parallel Lines                           | — | — | — | UK98 Platin · (1 Wo.)UK | US24 (14 Wo.)US | — | Erstveröffentlichung: Mai 1979 Platz 305 der Rolling Stone 500 (Liste 2010) Charteintritt in UK erst im März 2013 Autoren: Nigel Harrison, Deborah Harry |                                                                                      |
| 1979 | Dreaming Eat to the Beat                                    | DE26 (13 Wo.)DE | AT18 (4 Wo.)AT | — | UK2 Silber · (8 Wo.)UK | US27 (14 Wo.)US | — | Erstveröffentlichung: 3. September 1979 Autoren: Chris Stein, Deborah Harry                                                                              |                                                                                      |
| 1979 | Union City Blue Eat to the Beat                             | DE54 (10 Wo.)DE | — | — | UK13 Silber · (12 Wo.)UK | — | — | Erstveröffentlichung: 9. November 1979 Autoren: Nigel Harrison, Deborah Harry                                                                            |                                                                                      |
| 1980 | The Hardest Part Eat to the Beat                            | — | — | — | — | US84 (3 Wo.)US | — | Erstveröffentlichung: Januar 1980 Autoren: Chris Stein, Deborah Harry                                                                                    |                                                                                      |
| 1980 | Call Me American Gigolo – Soundtrack                        | DE14 (20 Wo.)DE | AT5 (12 Wo.)AT | CH3 (15 Wo.)CH | UK1 Platin · (10 Wo.)UK | US1 Gold · (25 Wo.)US | — | Erstveröffentlichung: Februar 1980 Platz 289 der Rolling Stone 500 (Liste 2010) Autoren: Giorgio Moroder, Deborah Harry                                  |                                                                                      |
| 1980 | Atomic Eat to the Beat                                      | DE20 (14 Wo.)DE | AT5 (12 Wo.)AT | — | UK1 Gold · (9 Wo.)UK | US39 (9 Wo.)US | — | Erstveröffentlichung: Februar 1980 Autoren: Jimmy Destri, Deborah Harry                                                                                  |                                                                                      |
| 1980 | The Tide Is High AutoAmerican                               | DE15 (19 Wo.)DE | AT6 (14 Wo.)AT | CH5 (9 Wo.)CH | UK1 Gold · (12 Wo.)UK | US1 Gold · (26 Wo.)US | Dance1 (25 Wo.)Dance | Erstveröffentlichung: 31. Oktober 1980 Autor: Duke Reid Original: The Paragons, 1967                                                                     |                                                                                      |
| 1981 | Rapture AutoAmerican                                        | DE40 (13 Wo.)DE | — | — | UK5 (8 Wo.)UK | US1 Gold · (20 Wo.)US[Dance: ↑] | Dance1 (25 Wo.)Dance | Erstveröffentlichung: Januar 1981 Billboard R&B-Charts: Platz 33 (10 Wochen) Autoren: Chris Stein, Deborah Harry                                         |                                                                                      |
| 1982 | Island of Lost Souls The Hunter                             | DE66 (4 Wo.)DE | — | — | UK11 (9 Wo.)UK | US37 (10 Wo.)US | — | Erstveröffentlichung: 30. April 1982 Autoren: Chris Stein, Deborah Harry                                                                                 |                                                                                      |
| 1982 | War Child The Hunter                                        | — | — | — | UK39 (4 Wo.)UK | — | — | Erstveröffentlichung: Juli 1982 Autor: Nigel Harrison |                                                                                      |
| 1988 | Denis (The ’88 Remix) Once More into the Bleach             | — | — | — | UK50 (3 Wo.)UK | — | — | Erstveröffentlichung: November 1988 Remix: Dancin’ Danny D                                                                                               |                                                                                      |
| 1989 | Call Me (The Ben Liebrand Remix) Once More into the Bleach  | — | — | — | UK61 (3 Wo.)UK | — | — | Erstveröffentlichung: Februar 1989 Remix: Ben Liebrand                                                                                                   |                                                                                      |
| 1994 | Atomic (Remix) Beautiful: The Remix Album                   | — | — | — | UK19 (4 Wo.)UK | — | Dance1 (12 Wo.)Dance | Erstveröffentlichung: 30. August 1994 Remix: Diddy |                                                                                      |
| 1994 | Rapture (Remix) Beautiful: The Remix Album                  | — | — | — | — | — | Dance8 (13 Wo.)Dance | Erstveröffentlichung: Oktober 1994 Remix: K-Klass |                                                                                      |
| 1995 | Heart of Glass (Remix) Beautiful: The Remix Album           | — | — | — | — | — | Dance7 (11 Wo.)Dance | Erstveröffentlichung: Juli 1995 Remixe: Diddy, K-Klass                                                                                                   |                                                                                      |
| 1995 | Union City Blue (Diddy’s Remix) Beautiful: The Remix Album  | — | — | — | — | — | — | Erstveröffentlichung: 1995 |                                                                                      |
| 1999 | Maria No Exit                                               | DE3 Platin · (25 Wo.)DE | AT2 (16 Wo.)AT | CH3 (27 Wo.)CH | UK1 Platin · (17 Wo.)UK | US82 (6 Wo.)US | Dance9 (11 Wo.)Dance | Erstveröffentlichung: 11. Januar 1999 Autor: Jimmy Destri                                                                                                |                                                                                      |
| 1999 | Nothing Is Real but the Girl No Exit                        | DE89 (4 Wo.)DE | — | — | UK26 (4 Wo.)UK | — | — | Erstveröffentlichung: Mai 1999 Autoren: Jimmy Destri, Deborah Harry                                                                                      |                                                                                      |
| 2003 | Good Boys The Curse of Blondie                              | DE93 (1 Wo.)DE | — | — | UK12 (5 Wo.)UK | — | Dance7 (14 Wo.)Dance | Erstveröffentlichung: September 2003 Autoren: Kevin Griffin, Deborah Harry                                                                               |                                                                                      |
| 2006 | Rapture Riders Greatest Hits: Sound & Vision                | — | — | — | — | — | Dance10 (14 Wo.)Dance | Erstveröffentlichung: 3. März 2006 Blondie vs. The Doors Mashup aus Rapture und Jim Morrisons Stimme aus Riders on the Storm                             |                                                                                      |
| 2017 | Fun Pollinator                                              | — | — | — | — | — | Dance1 (11 Wo.)Dance | Erstveröffentlichung: 1. Februar 2017 Autoren: David Sitek, Deborah Harry, Chris Stein                                                                   |                                                                                      |
| 2017 | Long Time Pollinator                                        | — | — | — | — | — | — | Erstveröffentlichung: 22. April 2017 |                                                                                      |
| 2017 | Too Much Pollinator                                         | — | — | — | — | — | — | Erstveröffentlichung: 12. Juni 2017 |                                                                                      |
| 2021 | Yuletide Throwdown –                                        | — | — | — | — | — | — | Erstveröffentlichung: 8. Oktober 2021 |                                                                                      |

## Videoalben
| Jahr | Titel               | Höchstplatzierung, Gesamtwochen, AuszeichnungChartplatzierungen (Jahr, Titel, Platzierungen, Wochen, Auszeichnungen, Anmerkungen) | Höchstplatzierung, Gesamtwochen, AuszeichnungChartplatzierungen (Jahr, Titel, Platzierungen, Wochen, Auszeichnungen, Anmerkungen) | Höchstplatzierung, Gesamtwochen, AuszeichnungChartplatzierungen (Jahr, Titel, Platzierungen, Wochen, Auszeichnungen, Anmerkungen) | Höchstplatzierung, Gesamtwochen, AuszeichnungChartplatzierungen (Jahr, Titel, Platzierungen, Wochen, Auszeichnungen, Anmerkungen) | Höchstplatzierung, Gesamtwochen, AuszeichnungChartplatzierungen (Jahr, Titel, Platzierungen, Wochen, Auszeichnungen, Anmerkungen) | Anmerkungen                         |
| Jahr | Titel               | DE | AT | CH | UK | US | Anmerkungen                         |
| ---- | ------------------- | --- | --- | --- | --- | --- | ----------------------------------- |
| 1980 | Eat to the Beat     | — | — | — | — | — | Erstveröffentlichung: 1980          |
| 1981 | The Best of Blondie | — | — | — | — | — | Erstveröffentlichung: 1981          |
| 1983 | Live!               | — | — | — | UK4 Platin · (63 Wo.)UK | — | Erstveröffentlichung: 1983          |
| 2002 | Greatest Video Hits | — | — | — | UK19 Gold · (7 Wo.)UK | US— GoldUS | Erstveröffentlichung: 2002          |
| 2004 | Blondie             | — | — | — | — | — | Erstveröffentlichung: 23. März 2004 |
| 2004 | Live by Request     | — | — | — | UK12 (4 Wo.)UK | — | Erstveröffentlichung: 2004          |
| 2005 | Video Hits          | — | — | — | — | — | Erstveröffentlichung: 2005          |

grau schraffiert: keine Chartdaten aus diesem Jahr verfügbar

## Boxsets
| Jahr | Titel Musiklabel                                              | Höchstplatzierung, Gesamtwochen, AuszeichnungChartplatzierungen (Jahr, Titel, Musiklabel, Platzierungen, Wochen, Auszeichnungen, Anmerkungen) | Höchstplatzierung, Gesamtwochen, AuszeichnungChartplatzierungen (Jahr, Titel, Musiklabel, Platzierungen, Wochen, Auszeichnungen, Anmerkungen) | Höchstplatzierung, Gesamtwochen, AuszeichnungChartplatzierungen (Jahr, Titel, Musiklabel, Platzierungen, Wochen, Auszeichnungen, Anmerkungen) | Höchstplatzierung, Gesamtwochen, AuszeichnungChartplatzierungen (Jahr, Titel, Musiklabel, Platzierungen, Wochen, Auszeichnungen, Anmerkungen) | Höchstplatzierung, Gesamtwochen, AuszeichnungChartplatzierungen (Jahr, Titel, Musiklabel, Platzierungen, Wochen, Auszeichnungen, Anmerkungen) | Anmerkungen                                               |
| Jahr | Titel Musiklabel                                              | DE | AT | CH | UK | US | Anmerkungen                                               |
| ---- | ------------------------------------------------------------- | --- | --- | --- | --- | --- | --------------------------------------------------------- |
| 2004 | Blondie Singles Collection: 1977–1982 Chrysalis Records (EMI) | — | — | — | UK— SilberUK | — | Erstveröffentlichung: 14. Juni 2004 Box mit 15 Single-CDs |
| 2022 | Against the Odds: 1974 – 1982 Chrysalis Records (UMG)         | DE16 (1 Wo.)DE | — | CH28 (1 Wo.)CH | UK25 (1 Wo.)UK | — | Erstveröffentlichung: 26. August 2022                     |

## Sonderveröffentlichungen

### Kompilationen
| Jahr | Titel Musiklabel                     | Anmerkungen                                              |
| ---- | ------------------------------------ | -------------------------------------------------------- |
| 2009 | 10 Great Songs Capitol Records (EMI) | Erstveröffentlichung: 2009 Teil der Reihe 10 Great Songs |

### Boxsets
| Jahr | Titel Musiklabel                      | Anmerkungen                                                       |
| ---- | ------------------------------------- | ----------------------------------------------------------------- |
| 2011 | Original Album Classics Beyond (Sony) | Erstveröffentlichung: 2011 Teil der Reihe Original Album Classics |

## Statistik

### Chartauswertung
|                     | DE    | AT    | CH    | UK     | US    | Dance       |
| ------------------- | ----- | ----- | ----- | ------ | ----- | ----------- |
| Nummer-eins-Alben   | DE—DE | AT—AT | CH—CH | UK2UK  | US—US | Dance—Dance |
| Top-10-Alben        | DE1DE | AT—AT | CH—CH | UK8UK  | US2US | Dance—Dance |
| Alben in den Charts | DE8DE | AT4AT | CH2CH | UK17UK | US9US | Dance1Dance |

|                       | DE     | AT    | CH    | UK     | US     | Dance       |
| --------------------- | ------ | ----- | ----- | ------ | ------ | ----------- |
| Nummer-eins-Singles   | DE1DE  | AT1AT | CH1CH | UK5UK  | US4US  | Dance3Dance |
| Top-10-Singles        | DE4DE  | AT7AT | CH5CH | UK11UK | US4US  | Dance8Dance |
| Singles in den Charts | DE13DE | AT8AT | CH5CH | UK21UK | US10US | Dance9Dance |

|                          | DE    | AT    | CH    | UK    | US    | Dance       |
| ------------------------ | ----- | ----- | ----- | ----- | ----- | ----------- |
| Nummer-eins-Videoalben   | DE—DE | AT—AT | CH—CH | UK—UK | US—US | Dance—Dance |
| Top-10-Videoalben        | DE—DE | AT—AT | CH—CH | UK1UK | US—US | Dance—Dance |
| Videoalben in den Charts | DE—DE | AT—AT | CH—CH | UK3UK | US—US | Dance—Dance |

### Auszeichnungen für Musikverkäufe
| Goldene Schallplatte - Australien - 1982: für das Album The Hunter - Belgien - 1999: für die Single Maria - Dänemark - 1980: für das Album Eat to the Beat - 2024: für die Single Heart of Glass - Frankreich - 1978: für die Single Heart of Glass - Hongkong - 1982: für das Album The Best of Blondie - Italien - 2019: für die Single Call Me - 2023: für die Single Heart of Glass - Neuseeland - 1981: für die Single The Tide Is High - Niederlande - 1978: für das Album Plastic Letters - 1978: für die Single Denis - 1979: für das Album Parallel Lines - Spanien - 1999: für das Album No Exit - 2024: für die Single Call Me - 2024: für die Single Heart of Glass - 2024: für die Single One Way or Another - 2024: für die Single Maria | Platin-Schallplatte - Kanada - 1980: für die Single Call Me - 1981: für die Single The Tide Is High - Neuseeland - 1979: für das Album Parallel Lines - 1979: für das Album Eat to the Beat - 1981: für das Album AutoAmerican - 2022: für die Single Call Me - 2022: für die Single One Way or Another - Schweden - 1999: für die Single Maria 2× Platin-Schallplatte - Kanada - 1979: für die Single Heart of Glass - 1980: für das Album Eat to the Beat - Neuseeland - 1982: für das Album The Best of Blondie - 1991: für das Album The Complete Picture: The Very Best Of - 2024: für die Single Heart of Glass 3× Platin-Schallplatte - Kanada - 1981: für das Album AutoAmerican 4× Platin-Schallplatte - Kanada - 1980: für das Album Parallel Lines |

Anmerkung: Auszeichnungen in Ländern aus den Charttabellen bzw. Chartboxen sind in ebendiesen zu finden.
| Land/RegionAuszeichnungen für Musikverkäufe (Land/Region, Auszeichnungen, Verkäufe, Quellen) | Silber     | Gold       | Platin       | Verkäufe  | Quellen                       |
| -------------------------------------------------------------------------------------------- | ---------- | ---------- | ------------ | --------- | ----------------------------- |
| Australien (ARIA)                                                                            | —          | Gold1      | —            | 20.000    | Einzelnachweise               |
| Belgien (BRMA)                                                                               | —          | Gold1      | —            | 25.000    | ultratop.be                   |
| Dänemark (IFPI)                                                                              | —          | 2× Gold2   | —            | 95.000    | Einzelnachweise               |
| Deutschland (BVMI)                                                                           | —          | Gold1      | Platin1      | 750.000   | musikindustrie.de             |
| Frankreich (SNEP)                                                                            | —          | Gold1      | —            | 500.000   | infodisc.fr                   |
| Hongkong (IFPI/HKRIA)                                                                        | —          | Gold1      | —            | 10.000    | ifpihk.org                    |
| Italien (FIMI)                                                                               | —          | 2× Gold2   | —            | 75.000    | fimi.it                       |
| Kanada (MC)                                                                                  | —          | —          | 13× Platin13 | 1.300.000 | musiccanada.com               |
| Neuseeland (RMNZ)                                                                            | —          | Gold1      | 11× Platin11 | 265.000   | aotearoamusiccharts.co.nz NZ2 |
| Niederlande (NVPI)                                                                           | —          | 3× Gold3   | —            | 300.000   | nvpi.nl                       |
| Schweden (IFPI)                                                                              | —          | —          | Platin1      | 30.000    | sverigetopplistan.se          |
| Spanien (Promusicae)                                                                         | —          | 5× Gold5   | —            | 170.000   | elportaldemusica.es           |
| Vereinigte Staaten (RIAA)                                                                    | —          | 5× Gold5   | 5× Platin5   | 7.050.000 | riaa.com                      |
| Vereinigtes Königreich (BPI)                                                                 | 6× Silber6 | 11× Gold11 | 14× Platin14 | 8.175.000 | bpi.co.uk                     |
| Insgesamt                                                                                    | 6× Silber6 | 34× Gold34 | 45× Platin45 |           |                               |